# Drosophila fasciculisetae
Drosophila fasciculisetae är en tvåvingeart som beskrevs av Elmo Hardy 1965. Drosophila fasciculisetae ingår i släktet Drosophila och familjen daggflugor.
Artens utbredningsområde är Hawaii.